# География Андорры
Андорра расположена на территории 468 км² в восточной части Пиренеев между Испанией с южной и Францией с северной сторон. Страна выхода к морю не имеет.
Высшая точка — гора Кома-Педроса (2945 м) на западе страны около границы с Испанией и Францией. Низшая точка — слияние рек Валира и Риу-Рунер на границе с Испанией на юге (840 м). Средняя высота — 1996 м над уровнем моря.
Реки страны — горные, обычно с быстрым течением и узкими долинами, имеют источники у границы с Францией и обычно являются притоками Валиры. Прочие реки на территории страны протекают на протяжении нескольких километров, впадая в испанские реки.
Климат в Андорре умеренный, на высотах — холодный. В долине Валиры климат ранее относили к горному субтропическому. На средних высотах (до 2000 м) склоны гор покрыты хвойными и смешанными лесами, выше — субальпийские и альпийские луга. Осадков выпадает 1000—2000 мм в год. Андорра относится к пиренейскому экорегиону.
Зима в горах снежная, что позволяет развивать горнолыжные курорты.